# Niederschlettenbach
Niederschlettenbach è un comune di 322 abitanti della Renania-Palatinato, in Germania.
Appartiene al circondario (Landkreis) del Palatinato sudoccidentale (targa PS) ed è parte della comunità amministrativa (Verbandsgemeinde) di Dahner Felsenland.
È attraversato dal fiume Wieslauter, che ivi riceve le acque dell'Erlenbach.